# جایی دیگر
جایی دیگر فیلمی به کارگردانی و نویسندگی مهدی کرم‌پور محصول سال ۱۳۸۱ است.

## خلاصه داستان
جمعی از چند زن و مرد جوان در خانه‌ای ویلایی در یک جزیره در حال احضار ارواح هستند. معلوم می‌شود آن‌ها در انتظار مهاجرت مخفیانه از جزیره به کشوری دیگرند. دامون خبرنگاری است که پیش از این در جبههٔ جنگ بوده، اما حالا سر از آن گروه درآورده و پیچیدگی‌های ذهنی خود را دارد. رَها نیز دختری است که مسافرت گروه را دچار مخاطره کرده، چون باردار است ولی معلوم نیست که با بودن این بچه و نبودن پدرش چه اتفاقی در انتظار اوست، در عین حال که او بر خلاف آدم‌های دیگر گروه که می‌گویند بچه را باید از بین برد، می‌خواهد بچه اش متولد شود. اورنگ عضو دیگر این گروه دگرباش تراجنسی است و می‌خواهد برای مداوا به انگلستان برود. ایلا هم که نوازندهٔ راک و خواننده است، معتقد است در ایران هیچ وقت جدی گرفته نشده و حالا قصد دارد با مهاجرت در کشوری دیگر به خواننده ای معروف تبدیل شود. غزل نیز نامزد اوست که به خاطر اختلافی که با خانواده اش دارد و مخالفت آن‌ها با ازدواج شان، می‌خواهد پنهانی به خارج بگریزد. تارا نیز که زنی میان سال است در خارج حقوق می‌خوانده اما با آمدن به ایران و ازدواج با محمود دچار آشفتگی و سردر گمی شده و در پی آشنایی با مهندس طاوسی تحت تأثیر حرف‌های او مصمم به مهاجرت می‌شود. طاوسی آدم مرموزی است که به واسطهٔ آشنایان و نفوذی که دارد، دست به هر کاری می‌زند و از جمله قرار است ترتیب مهاجرت این گروه را بدهد. بحث بر سر ماندن بچهٔ رها یا از بین بردنش بالا می‌گیرد و حالا که میان دامون و رها ارتباط روحی پیدا شده دامون ابراز علاقه می‌کند تا از رها و کودک او نگهداری کند. در حالی که فقط چند ساعت به سفر آن‌ها مانده، میانهٔ تارا و طاوسی به هم می‌خورد، تارا می‌رود. ایلا و نامزدش نیز پس از درگیری لفظی پِی به این می‌برند که انتخاب مناسبی برای هم نبوده‌اند و میانه شان به هم می‌خورد. در آخر تنها کسی که سوار لنج می‌شود و مهاجرت می‌کند اورنگ است. در پایان فیلم ظاهراً همهٔ آدم‌های فیلم در حالی که لباس سفیدی بر تن دارند. در دشتی سرسبز و رو به دوربین لبخند می‌زنند.

## بازیگران
- علی مصفا: دامون
- کتایون ریاحی: تارا
- گلشیفته فراهانی: رها
- احمد نجفی: طاووسی
- چکامه چمن ماه: غزل
- برزو ارجمند: ایلا
- مانی کسراییان: اورنگ
- همایون ارشادی: دکتر بیمارستان
- شیوا خنیاگر: مادر غزل
- یوحنا حکیمی: افسر نگهبان
- منصور صفری: کودک سندرم داون
- سیامک اشعریون: پدر رها
- آذر برجی: مادر رها
- سپیده سپهری: مروارید